# Carex sylvenii
Carex sylvenii är en halvgräsart som beskrevs av Holmb. Carex sylvenii ingår i släktet starrar, och familjen halvgräs. Inga underarter finns listade i Catalogue of Life.